# Константин (покрајина)
Константин (арап. ولاية قسنطينة), једна је од 48 покрајина у Народној Демократској Републици Алжир. Покрајина се налази у североисточном делу земље у појасу између планинских венца Атласа и Аураса.
Покрајина Константин покрива укупну површину од 2.187 km² и има 943.112 становника (подаци из 2008. године). Највећи град и административни центар покрајине је град Константин.